# Thotmesz (vezír, XIX. dinasztia)
Thotmesz ókori egyiptomi vezír volt a XIX. dinasztia idején, II. Ramszesz uralkodásának vége felé. A 45. év körül tölthette be hivatalát, a déli országrész vezírje lehetett. Említik egy domborműtöredéken II. Paréhotep vezír sírjában Szedmentben, ami azt jelentheti, nagyjából egyidőben voltak vezírek, vagy nem sokkal egymás után. Emellett fennmaradt neve egy osztrakonon, amelyet a Királyok völgyében találtak, és egy falfirkán. Ezek is azt bizonyítják, hogy Felső-Egyiptom vezírje volt. Mivel neve kevés helyen szerepel, rövid ideig lehetett vezír.

## Fordítás
- Ez a szócikk részben vagy egészben  a   Thutmose (19th-dynasty vizier) című angol Wikipédia-szócikk ezen változatának fordításán alapul.  Az eredeti cikk szerkesztőit annak laptörténete sorolja fel. Ez a jelzés csupán a megfogalmazás eredetét és a szerzői jogokat jelzi, nem szolgál a cikkben szereplő információk forrásmegjelöléseként.